# 加拿大皇家飛行隊
加拿大皇家飛行隊（英語：Royal Flying Corps Canada）是第一次世界大戰期間位於加拿大的英國皇家飛行隊的訓練組織，於1917年開始運營。

## 背景
隨著第一次世界大戰的進展，英國發現它需要更多訓練有素的機組人員和更多的訓練設施。對飛行員的培訓主要由多倫多附近朗布蘭奇的柯蒂斯航空學校和多倫多群島漢倫點的相關培訓設施所完成，另外還有美國提供對飛行員的訓練。
英國人意識到，成千上萬的加拿大人和美國人已經加入了英國的軍事飛行行動，而且還有更多人想加入，因此在加拿大開設英國航空訓練站是有意義的。加拿大也有空間容納此類設施。經過與加拿大政府的多次談判後，位於加拿大，由卡斯伯特·霍爾中校指揮的英國皇家飛行隊開始在安大略省南部運營多個訓練站。並且訂購了500架阿夫羅504K飛機，但在1918年11月戰爭結束之前，加拿大只有完成一架，且沒有使用。
卡斯伯特·霍爾與美軍准將喬治·O·斯奎爾達成了多項協議，喬治·O·斯奎爾負責美國陸軍航空兵團，但該部隊缺乏飛行教官。英國皇家飛行隊將五名經驗豐富的美國飛行員釋放到美國陸軍，他們成為飛行中隊的指揮官。美國默許英國人在紐約設立招募辦事處，表面上是為了招募英國公民，但實際上也招募了美國公民，其中約300人成功報名。英國皇家飛行隊還將培訓許多美國陸軍飛行人員：400名飛行員；2000名地勤人員。然後，美國人將從英國收集飛機和設備，並在法國接受英國皇家飛行隊的控制。1917年夏天，10個美國中隊將在加拿大進行訓練，而英國皇家飛行隊中隊則被允許在冬季在加拿大進行訓練。
1918年4月，英國皇家飛行隊更名為英國皇家空軍，加拿大皇家飛行隊更名為加拿大皇家空軍。
在戰爭的最後兩年中，有3135名飛行員在加拿大和德克薩斯州接受了英國皇家飛行隊和英國皇家空軍的培訓。在這些飛行員中，有2624人前往歐洲執行任務。